# Talsperre Roucanito
Die Talsperre Roucanito (portugiesisch Barragem de Roucanito) liegt in der Region Alentejo Portugals im Distrikt Évora. Sie staut den Ribeiro do Peral, einen rechten (westlichen) Nebenfluss des Guadiana zu einem Stausee auf. Die Stadt Reguengos de Monsaraz befindet sich ungefähr 15 km südwestlich der Talsperre.
Mit dem Projekt zur Errichtung der Talsperre wurde im Jahre 1974 begonnen. Der Bau wurde 1975 fertiggestellt. Die Talsperre dient der Bewässerung. Sie ist im Besitz der Sociedade Agrícola do Roucanito.

## Absperrbauwerk
Das Absperrbauwerk ist ein Staudamm mit einer Höhe von 20 m über der Gründungssohle (18,5 m über dem Flussbett). Die Dammkrone liegt auf einer Höhe von 177,5 m über dem Meeresspiegel. Die Länge der Dammkrone beträgt 180 m und ihre Breite 6 m.
Der Staudamm verfügt sowohl über einen Grundablass als auch über eine Hochwasserentlastung. Über den Grundablass können maximal 1,3 m³/s abgeleitet werden, über die Hochwasserentlastung maximal 77,5 m³/s. Das Bemessungshochwasser liegt bei 77,5 m³/s; die Wahrscheinlichkeit für das Auftreten dieses Ereignisses wurde mit einmal in 100 Jahren bestimmt.

## Stausee
Beim normalen Stauziel von 175,5 m (maximal 176,5 m bei Hochwasser) erstreckt sich der Stausee über eine Fläche von rund 0,076 km² und fasst 0,519 Mio. m³ Wasser – davon können 0,483 Mio. m³ genutzt werden.